# همام عبد الخالق عبد الغفور
همام عبد الخالق عبد الغفور العاني هو أكاديمي وسياسي سابق عراقي، ولد في الرمادي في محافظة الأنبار عام 1945.
كان له دور في البرنامج النووي العراقي، ففي عام 1981، كان همام عبد الخالق يشغل منصب رئيس مركز البحوث النووية، فعين عبد الرزاق قاسم الهاشمي وزيرا للتعليم العالي والبحث العلمي فشغل همام عبد الخالق منصبه السابق نائبا لرئيس منظمة الطاقة الذرية العراقية، أما منصب رئيس مركز البحوث النووية فقد شغله الدكتور عبد الحليم الحجاح والذي كان يشغل منصب مدير موقع مفاعل تموز.
عين وزيرا للتعليم العالي والبحث العلمي عام 1992 خلفا لعبد الرزاق قاسم الهاشمي، ثم شغل منصب وزير الثقافة والإعلام عام 1998 خلفا لحامد يوسف حمادي. خلفه في منصب وزير التعليم العالي والبحث العلمي عبد الجبار توفيق ، ثم وزير التربية فهد سالم الشكرة بالوكالة أيضا ثم عاد همام عبد الخالق عبد الغفور وزيرا للتعليم العالي والبحث العلمي عام 2001.
كان على قائمة العراقيين المطلوبين لدى الولايات المتحدة، ألقت قوات الاحتلال الأمريكي القبض عليه في 19 نيسان 2003، ويذكر أنه عندما اعتقل الأمريكان قاموا بطرحه أرضا ثم وقف جندي أمريكي بقدميه فوق رأسه ورقبته مما سبب له عاهة مستديمة تمثلت في اعوجاج رقبته وميل رأسه.
أفرج عنه في 18 كانون الأول 2005.
في عام 2017، أقر مجلس النواب العراقي قانونا ينص على مصادرة الأموال المنقولة وغير المنقولة لكل من صدام حسين وزوجاته وأولاده وأحفاده وأقربائه حتى الدرجة الثانية ووكلائهم ومصادرة أموال قائمة من 52 من أركان النظام السابق، كان من بينهم همام عبد الخالق.

## مؤلفاته
- إستراتيجية البرنامج النووي في العراق: في إطار سياسات العلم والتكنولوجيا، مع عبد الحليم إبراهيم الحجاج[7][8][9]
- التفتيش عن أسلحة الدمار الشامل في العراق، دور لجان التفتيش وفرقها في تدمير العراق والتمهيد في لاحتلاله، مع نعمان سعد الدين وجعفر ضياء جعفر والدكتور عبد الحليم الحجاح والمهندس حسام محمد أمين والسيد سرور مرزا محمود.[10]